# Белл, Бренда
Маргарет Бренда Белл QSM (англ. Margaret Brenda Bell; 18 октября 1891 — 10 августа 1979) — первая новозеландская женщина-радиолюбитель.

## Биография
Родилась в Шег-Стейшн на востоке провинции Отаго (Южный остров) в 1891 году. Родители — Альфред Диллон Белл и Гертруд Элиза Робинсон, был также брат Фрэнсис. Альфред активно интересовался беспроводными соединениями и создал первую телефонную линию в Новой Зеландии между двумя фермами. Бренда унаследовала интерес отца к технике.
Во время Первой мировой войны служила поваром в полевом госпитале в Англии и работала в Высокой комиссии Новой Зеландии в Лондоне. По возвращении на родину занялась работой на станции беспроводного вещания, приняв её от своего брата Фрэнка, владельца фермы. Бренда стала первой женщиной-радиолюбителем в Новой Зеландии, а в 1927 году впервые установила радиосвязь с Южной Африкой. В 1931 году стала членом Женского института страны, а затем и членом исполнительных органов власти Доминиона. В 1939 году возглавила группу из 70 женщин, которая присутствовала на всемирной конференции женских организаций стран мира.
Во время Второй мировой войны Белл была членом Добровольческого подразделения помощи, работала поваром и медсестрой в полевом госпитале в Англии. После войны работала ведущей на радиостанции 4YA в Данедине, в 1950-е годы посетила две всемирные конференции женских организаций стран мира в Торонто и Эдинбурге, выступала с лекциями и радиопередачами, выходившими в Новой Зеландии, Европе и Австралии. В 1960 году попыталась участвовать в выборах от Национальной партии от округа Данедин-Север, однако проиграла Этелу Макмиллену из Лейбористской партии. Попытка Белл в округе Уаитаки также закончилась неудачей.
Бренда Белл скончалась 10 августа 1979 года. Незадолго до смерти была награждена медалью Почётного ордена королевы за заслуги перед обществом.